# Kaio Jorge
Kaio Jorge Pinto Ramos (Olinda, 24 januari 2002) is een Braziliaans voetballer die bij voorkeur als aanvaller speelt. Hij staat onder contract bij Juventus.

## Clubcarrière
Kaio Jorge is afkomstig uit de jeugdopleiding van Santos. Op 21 september 2018 werd hij bij het eerste elftal gehaald. Negen dagen later debuteerde hij in de Braziliaanse Série A tegen Atlético Paranaense. Op 11 januari 2019 verlengde Kaio Jorge zijn contract met drie seizoenen. Op 18 oktober 2020 maakte hij zijn eerste competitietreffer tegen Coritiba.

## Clubstatistieken
| Seizoen     | Club        | Competitie  | Competitie | Competitie | Competitie | Beker | Beker | Beker | Internationaal | Internationaal | Internationaal | Totaal | Totaal | Totaal |
| Seizoen     | Club        | Competitie  | Wed.       | Dlp.       | Ass.       | Wed.  | Dlp.  | Ass.  | Wed.           | Dlp.           | Ass.           | Wed.   | Dlp.   | Ass.   |
| ----------- | ----------- | ----------- | ---------- | ---------- | ---------- | ----- | ----- | ----- | -------------- | -------------- | -------------- | ------ | ------ | ------ |
| 2018        | Santos      | Série A     | 1          | 0          | 0          | 0     | 0     | 0     | —              | —              | —              | 1      | 0      | 0      |
| 2019        | Santos      | Série A     | 7          | 0          | 0          | 0     | 0     | 0     | 0              | 0              | 0              | 7      | 0      | 0      |
| 2020        | Santos      | Série A     | 35         | 4          | 1          | 1     | 0     | 0     | 12             | 5              | 0              | 48     | 9      | 1      |
| 2021        | Santos      | Série A     | 17         | 4          | 2          | 2     | 1     | 0     | 9              | 3              | 1              | 28     | 8      | 3      |
| Club Totaal | Club Totaal | Club Totaal | 60         | 8          | 3          | 3     | 1     | 0     | 21             | 8              | 1              | 84     | 17     | 4      |
| 2021/22     | Juventus    | Serie A     | 9          | 0          | 0          | 2     | 0     | 0     | 0              | 0              | 0              | 11     | 0      | 0      |
| Club Totaal | Club Totaal | Club Totaal | 9          | 0          | 0          | 2     | 0     | 0     | 0              | 0              | 0              | 11     | 0      | 0      |
| 2023/24     | → Frosinone | Serie A     | 20         | 3          | 0          | 2     | 0     | 1     | —              | —              | —              | 22     | 3      | 1      |
| Club Totaal | Club Totaal | Club Totaal | 20         | 3          | 0          | 2     | 0     | 1     | 0              | 0              | 0              | 22     | 3      | 1      |
| 2024        | EC Cruzeiro | Série A     | 16         | 2          | 2          | 0     | 0     | 0     | 7              | 5              | 0              | 23     | 7      | 2      |
| 2025        | EC Cruzeiro | Série A     | 1          | 0          | 0          | 0     | 0     | 0     | 0              | 0              | 0              | 1      | 0      | 0      |
| Club Totaal | Club Totaal | Club Totaal | 17         | 2          | 2          | 0     | 0     | 0     | 7              | 5              | 0              | 24     | 7      | 2      |
| TOTAAL      | TOTAAL      | TOTAAL      | 106        | 13         | 5          | 7     | 1     | 1     | 28             | 13             | 1              | 141    | 27     | 7      |